# Dyckia burchellii
Dyckia burchellii är en gräsväxtart som beskrevs av John Gilbert Baker. Dyckia burchellii ingår i släktet Dyckia och familjen Bromeliaceae. Inga underarter finns listade i Catalogue of Life.